# دیوان عقل
دیوان عقل یا دیوان حکمت نشستی روشنفکرانه و ترقی‌خواهانه با گرایش و شعار عقل بود که در سال‌های میانی سده نوزدهم میلادی در تفلیس و در منزل میرزا شفیع واضح تبریزی یا دانای گنجه برگزار می‌شد.

بودنشتدت می‌نویسد این نشست‌ها سه روز در هفته، آن هم در شامگاهان برگزار می‌شد که میرزا آن را «هنگامهٔ خِرد» می‌نامید.

## بنیانگذار
میرزا شفیع انسانی آزادی‌خواه، ادیبی منورالفکر و شاعری زبردست بود و این نشست‌ها را در خانه‌اش برپا می‌کرد. او همواره در مبارزه با نادانیِ مردم و زهد زاهدان و ریاکاری شیخ‌ها و مفتی‌ها تلاش می‌کرد، از این‌رو او را سست‌دین و ملحد می‌دانستند که نباید با او همنشینی کرد و باید فاصله گرفت. پس چنین کردند و او را از مدرسه بیرون انداختند. او این وارستگی و آزادگی را از شیخ‌عبدالله، استاد دوران کودکی و نوجوانی خویش، به یادگار داشت و همواره به‌دنبال آموزش آن به شاگردان خویش بود. شاید شناخته‌ترین شاگرد او میرزا فتحعلی آخوندزاده باشد که از نخستین پیشگامان ترقی‌خواهی و ناسیونالیسم در ایران شد و اندیشه‌هایش بر اندیشمندانی از جنبش مشروطه چون میرزا آقاخان کرمانی، میرزا ملکم خان، طالبوف تأثیرگذار بود.

او دسته‌ای از دوستداران ادبیات فارسی را گرد هم می‌نشانده و سروده کسانی چون سعدی و خیام و حافظ و فضولی را می‌خواندند و سپس آن را بررسی کرده و از دریچهٔ خرد و دانایی می‌سنجیدند.

## تاریخچه
قفقاز در آن سال‌ها کانون انقلابیون و منورالفکرها بود و تفلیس هم مرکز فرهنگی و سیاسی این ترقی‌خواهی. از آزادی‌خواهان و ناراضیان ایرانی و دکابریست‌های روسی و دیگر مبارزان می‌توان از این کسان نام برد: عباسقلی آقا قدسی باکیخانوف، میرزا شفیع واضح تبریزی، اسماعیل‌بیک قوتقاشنای، میرزا فتحعلی آخوندزاده، الکساندر گریبایدوف، پوشکین، بستوژف (مارلینسکی)، کوخلبکر، خاچاطور آبوویان (بنیان‌گذار ادبیات رئالیستی نوین ارمنی)، ایلیا چاوچاوادزه، بارتاشویلی گرجی، زائلوتسکی لهستانی، ادیفسکی، میرزا محمد علی کاظم‌بیک، میرزا جعفر توپچی باشی، اسماعیل کوتکاشینلی، میرزا آدگوزل بیک، کریم آقا فاتح، زین‌العابدین شیروانی، میرزا یوسف خان مستشارالدوله، میرزا ملکم خان، شیخ محسن‌خان معین‌الملک، ماکنجیِ زردشتی.

بودن چنین کسانی، نشست‌های گوناگون به دنبال دارد، که یکی از آن‌ها در خانهٔ ایلیا چاوچاوادزه برگزار می‌شد. او شاعر و بانی رمانتیسم گرجی بود که به علت شرکت در اقدامی برای بازگرداندن استقلال گرجستان در سال‌های۳۹–۱۸۲۳ م در تبعید به‌سر برد و پس از بازگشت به گرجستان تا درجهٔ ژنرالی بالا رفت. در آن نشست‌ها باکیخانوف، آخوندزاده، لرمانتوف شاعر آزادی‌خواه روس، و بارتاشیویلی شرکت داشتند.

در چنین فضایی کانون ارزشمند دیگری هم بود: دیوان عقل. آغاز گردهم‌آیی‌های دیوان عقل به سال ۱۸۴۴ بازمی‌گردد، که میرزا شفیع از گنجه به تفلیس آمده بود و در خانهٔ خویش شاگرد پیشین خود آخوندزاده و دیگران را جمع می‌نمود و چون گرایش و شعار ایشان عقل بود، آنجا به دیوان عقل مشهور شد در این نشست‌ها آخوندزاده، بودنشتدت و چند شاعر و متفکر مسلمان و ارمنی و روس و گرجی آشنا به زبان و ادبیات شرق نیز شرکت می‌کرده‌اند و دربارهٔ شاعران بزرگ ایران گفتگو می‌کردند و میرزا شفیع هم سروده‌هایش در انتقاد و طعنه‌زدن به اهل دین و دولت را آنجا می‌خواند.

میرزا فتحعلی آخوندزاده نمونهٔ خوبی برای پی‌بردن به ارزش چنین نشست‌هایی است. پدرش او را برای روحانی شدن به مدرسه می‌فرستد، اما خواست پدر انجام نمی‌شود. آخوندزاده می‌نویسد روزی در پاسخ میرزا که هدفم از تحصیل را می‌پرسید پاسخ دادم می‌خواهم روحانی شوم و پاسخی داد که اندیشه‌ام را دگرگون کرد: «می‌خواهی تو ریاکار و شارلاتان بشوی… عمر خود را در صف این گروه مکروه ضایع مکن، شغل دیگر پیش‌گیر.» او را آگاه می‌سازد و پرده غفلت از نظرش می‌اندازد و «بعد از این قضیه از روحانیت نفرت کردم و نیت خود را تغییر دادم.»
فریدون آدمیت با بررسی‌های خود نشان می‌دهد این نشست فراماسونری نبوده و بیشتر آگاه کردن و باسواد نمودن مردم بوده‌است.

پس از درگذشت میرزا شفیع دوستش - میرزا مهدی ناجی- تا چند سال این نشست‌ها را برگزار می‌کرده‌است.